# ガリブ・ラス急行
ガリブ・ラス急行（英語: Garib Rath Express）は、インド鉄道が運行する列車種別の1つ。安価で利用可能な冷房付き列車で、2006年から営業運転を開始した。愛称の「ガリブ・ラス」は「貧民の戦車」を意味する。

## 概要
度重なる運賃の値上げへの救済措置として中間所得層や低所得層へ向けて設定された、安価で利用可能な冷房付き列車。インド政府による運賃の補助が行われており、他の急行種別の列車と比べて運賃が約2/3以下に抑えられている。編成は主に3段式ベッドを備えた寝台車や座席車で構成されている一方、列車によっては食堂車や寝台車が設置されていない場合がある他、これらが存在する列車でも食事や寝具は有料となる。また、定員数を増やすため、座席のシートピッチやベッドの幅は他の冷房付き急行列車と比べて狭くなっている。
車両は緑色と黄色の専用塗装を有するICF客車が使用されているが、老朽化の進行に加えて列車の安全性向上の側面からより近代的なLHB客車への置き換えが検討されている。

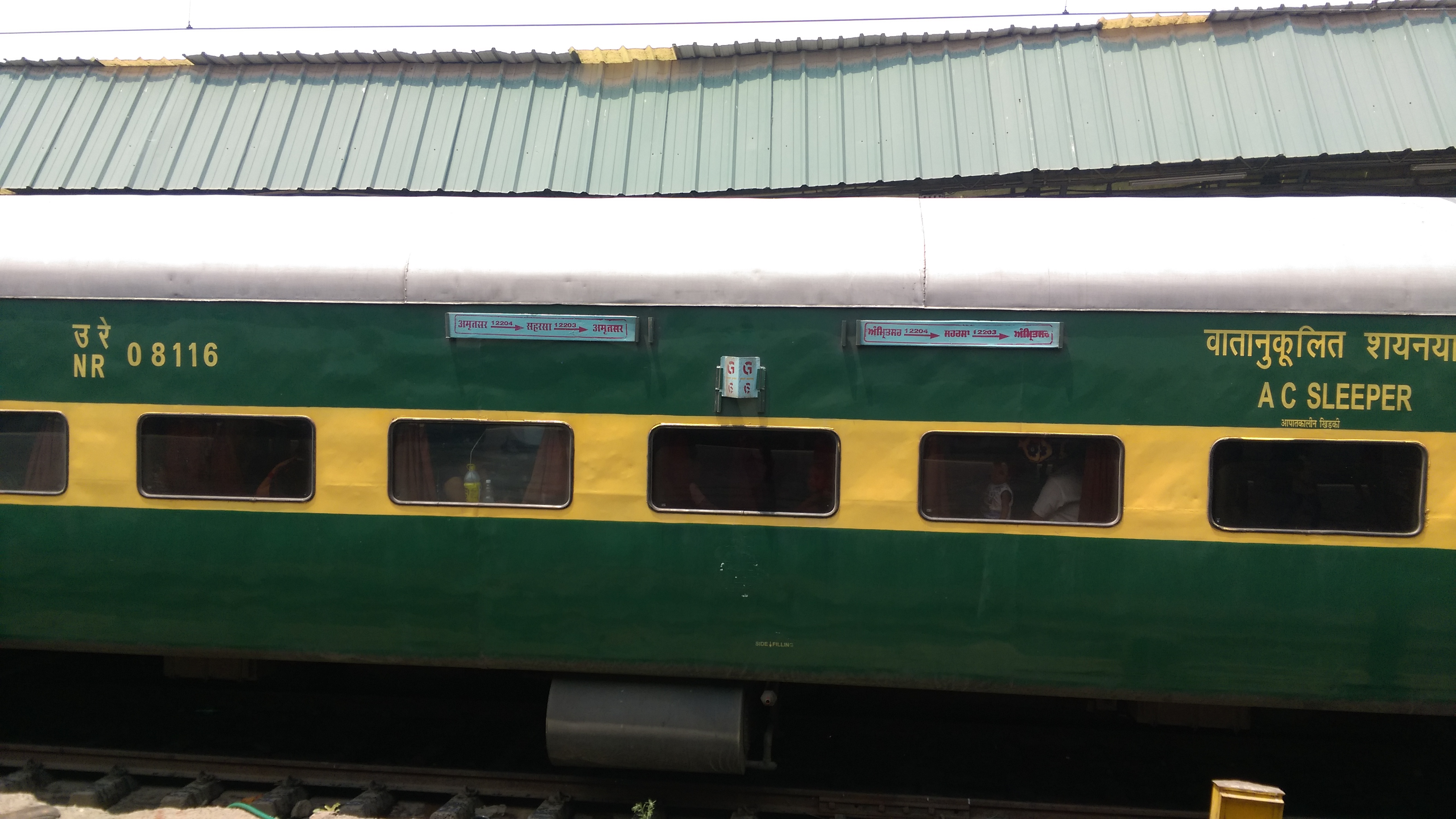
ガリブ・ラス急行に使用される三段ベッド付き冷房寝台車（2018年撮影）

2006年にサハルサとアムリトサルを結ぶサハルサ-アムリトサル・ガリブ・ラス急行が運行を開始して以降、「ガリブ・ラス急行」という種別を有する列車は以下の系統が設定されている。
- サハルサ-アムリトサル・ガリブ・ラス急行（英語版）（Saharsa–Amritsar Garib Rath Express）
- プネー-ナグプール・ガリブ・ラス急行（英語版）（Pune–Nagpur Garib Rath Express）
- ジャバルプル-ムンバイ・ガリブ・ラス急行（英語版）（Jabalpur–Mumbai Garib Rath Express）
- コチュヴェリ-ロクマンニャ・ティラック・ターミナス・ガリブ・ラス急行（英語版）（Kochuveli–Lokmanya Tilak Terminus Garib Rath Express）
- カトゴダム-ジャンム・タウィ・ガリブ・ラス急行（英語版）（Kathgodam–Jammu Tawi Garib Rath Express）
- カーンプル・セントラル-カトゴダム・ガリブ・ラス急行（英語版）（Kanpur Central–Kathgodam Garib Rath Express）
- ムザファルプル-アナンド・ビハール・ガリブ・ラス急行（英語版）（Muzaffarpur–Anand Vihar Garib Rath Express）
- デリー・サライ・ロヒラ - バンドラ・ターミナス・ガリブ・ラス急行（英語版）（Delhi Sarai Rohilla–Bandra Terminus Garib Rath Express）
- コチュヴェリ-イェシュヴァントプール・ガリブ・ラス急行（英語版）（Kochuveli–Yesvantpur Garib Rath Express）
- コルカタ-パトナ・ガリブ・ラス急行（英語版）（Kolkata–Patna Garib Rath Express）
- コルカタ-グワハティ・ガリブ・ラス急行（英語版）（Kolkata–Guwahati Garib Rath Express）
- ラクナウ-ラーイプル・ガリブ・ラス急行（英語版）（Lucknow–Raipur Garib Rath Express）
- ジャヤナガル-アナンド・ビハール・ガリブ・ラス急行（英語版）（Jaynagar–Anand Vihar Garib Rath Express）
- ラクナウ-ボパール・ガリブ・ラス急行（英語版）（Lucknow–Bhopal Garib Rath Express）
- チェンナイ・セントラル-ハズラト・ニザームッディーン・ガリブ・ラス急行（英語版）（Chennai Central–Hazrat Nizamuddin Garib Rath Express）
- シカンダラーバード-イェシュヴァントプール・ガリブ・ラス急行（英語版）（Secunderabad–Yesvantpur Garib Rath Express）
- ヴィシャカパトナム-シカンダラーバード・ガリブ・ラス急行（英語版）（Visakhapatnam–Secunderabad Garib Rath Express）
- ボカロ・スチール・シティ-ブバネーシュワル・ガリブ・ラス急行（英語版）（Bokaro Steel City–Bhubaneswar Garib Rath Express）
- ラーンチー-ニューデリー・ガリブ・ラス急行（英語版）（Ranchi–New Delhi Garib Rath Express）
- プリー-ハウラー・ガリブ・ラス急行（英語版）（Puri–Howrah Garib Rath Express）
- バンドラ・ターミナス-ハズラト・ニザームッディーン・ガリブ・ラス急行（英語版）（Bandra Terminus–Hazrat Nizamuddin Garib Rath Express）
- アジュメール-チャンディーガル・ガリブ・ラス急行（英語版）（Ajmer–Chandigarh Garib Rath Express）
- バーガルプール-アナンド・ビハール・ターミナル・ガリブ・ラス急行（英語版）（Bhagalpur–Anand Vihar Terminal Garib Rath Express）
- バナラス-アナンド・ビハール・ターミナル・ガリブ・ラス急行（英語版）（Banaras–Anand Vihar Terminal Garib Rath Express）
- ガヤー-アナンド・ビハール・ガリブ・ラス急行（英語版）（Gaya–Anand Vihar Garib Rath Express）
- プリー-イェシュヴァントプール・ガリブ・ラス急行（英語版）（Puri–Yesvantpur Garib Rath Express）

## ギャラリー

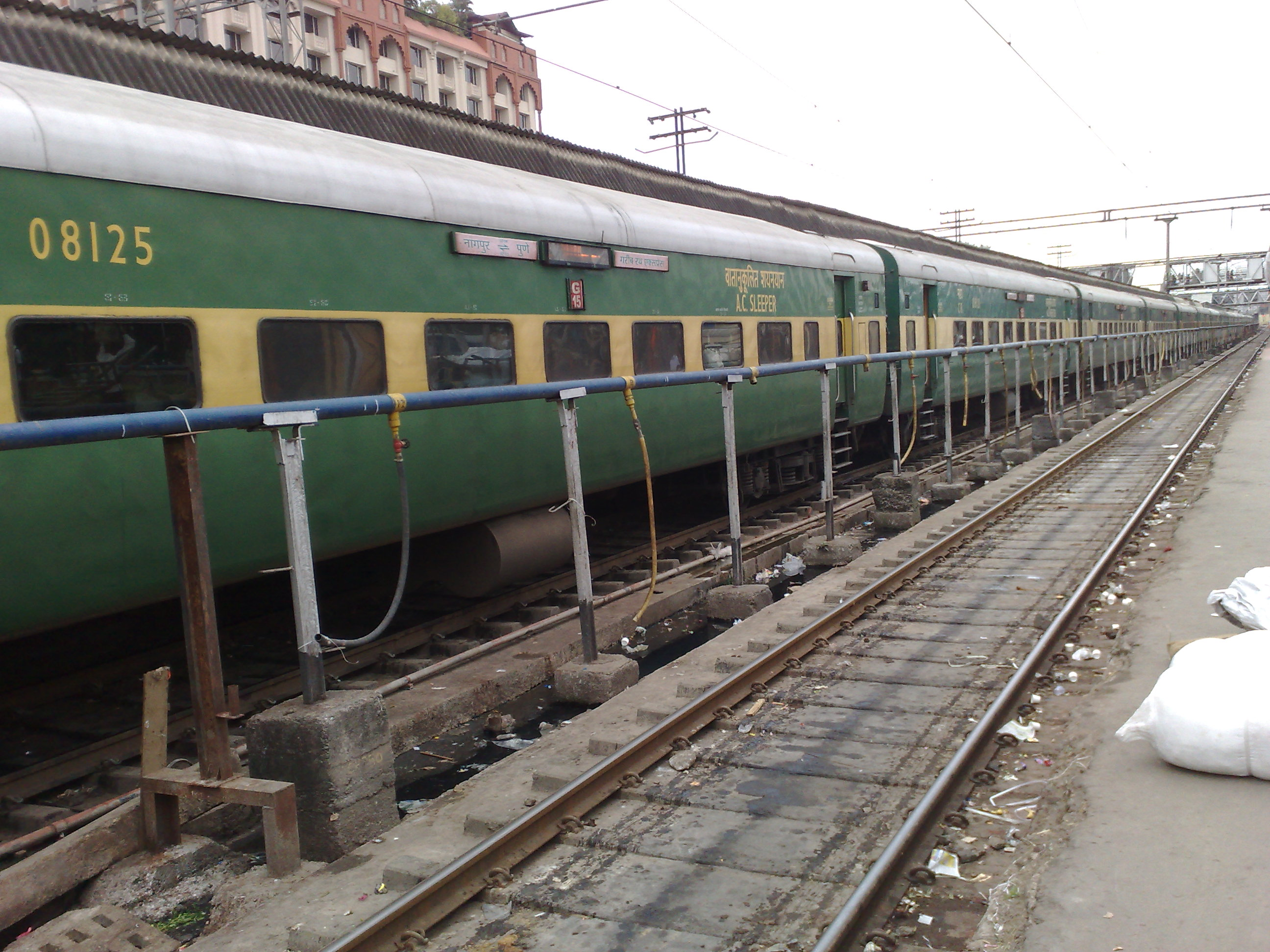
プネー-ナグプール・ガリブ・ラス急行（英語版） （2013年撮影）
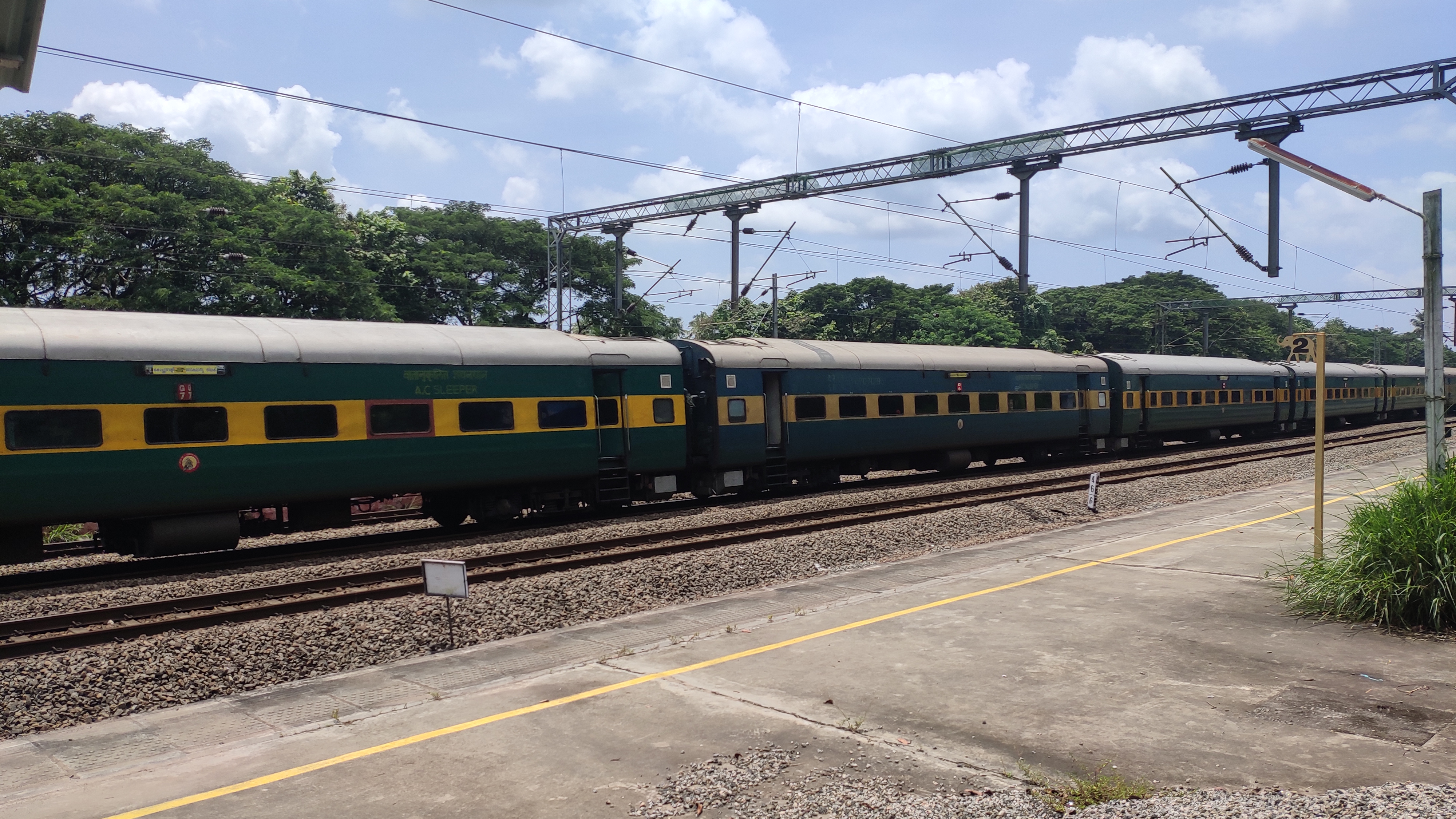
コチュヴェリ-ロクマンニャ・ティラック・ターミナス・ガリブ・ラス急行（英語版） （2021年撮影）
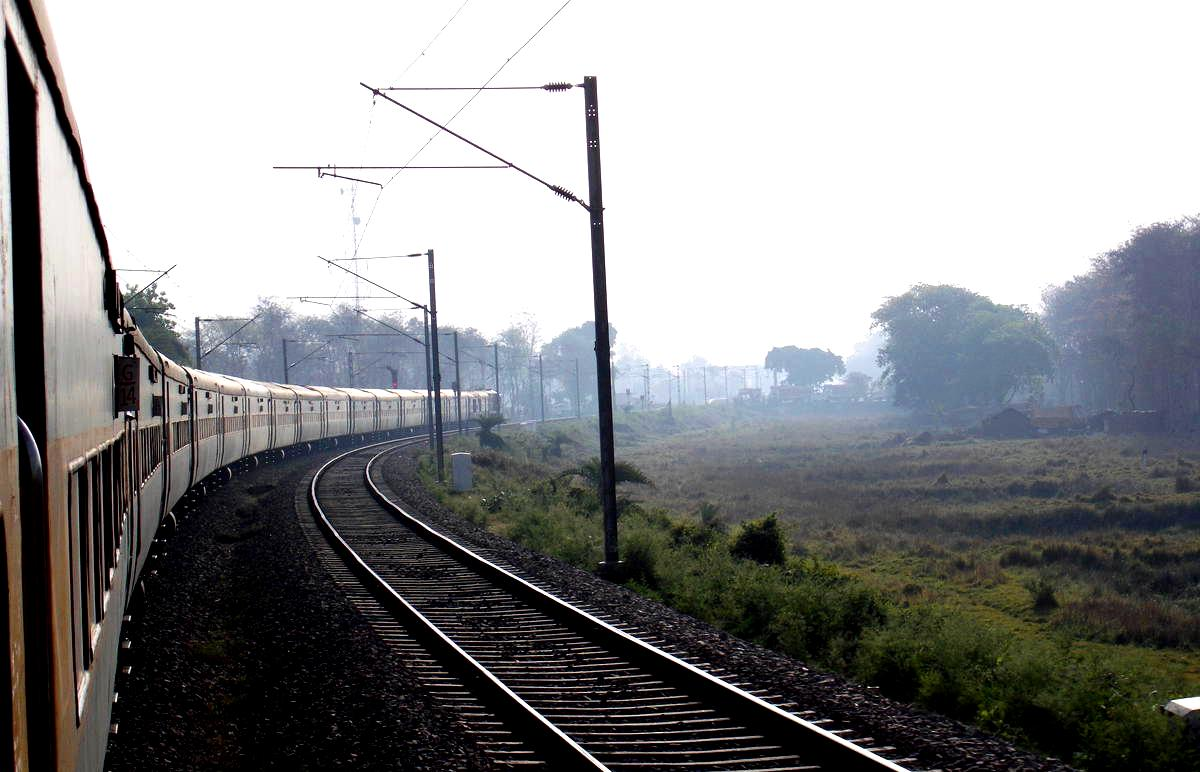
ムザファルプル-アナンド・ビハール・ガリブ・ラス急行（英語版） （2014年撮影）
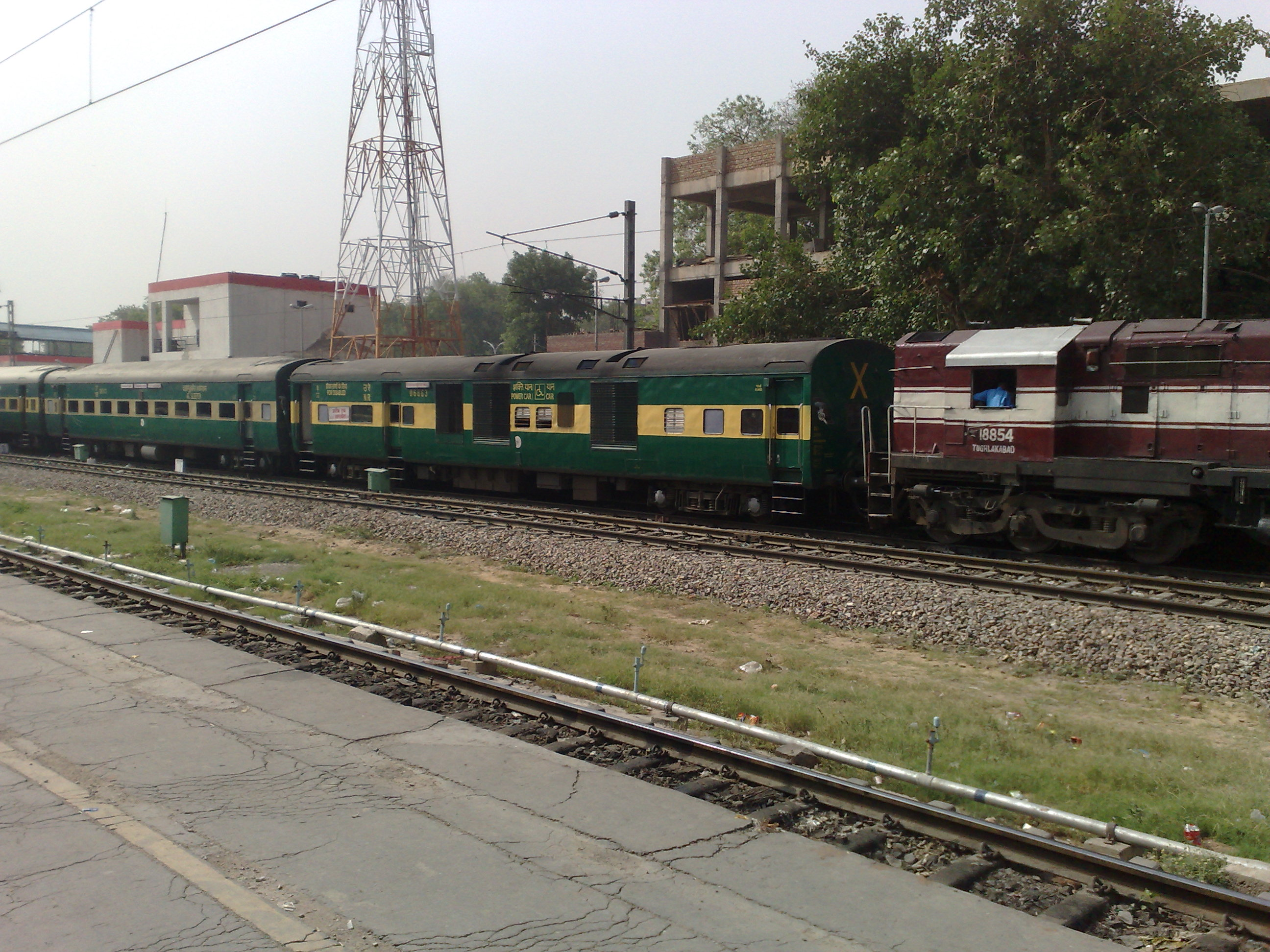
デリー・サライ・ロヒラ - バンドラ・ターミナス・ガリブ・ラス急行（英語版） （2014年撮影）
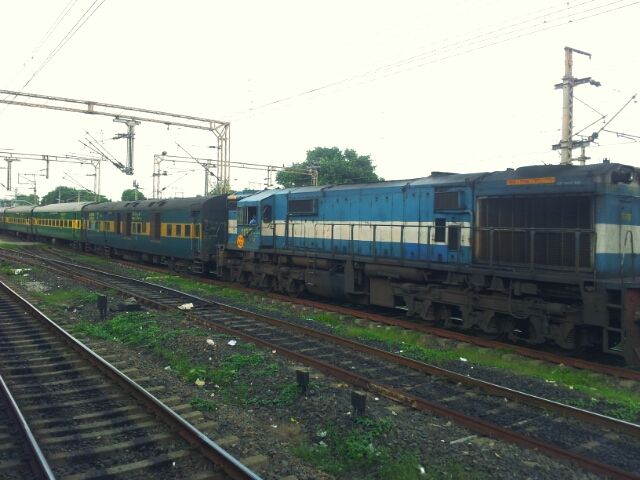
コルカタ-グワハティ・ガリブ・ラス急行（英語版）
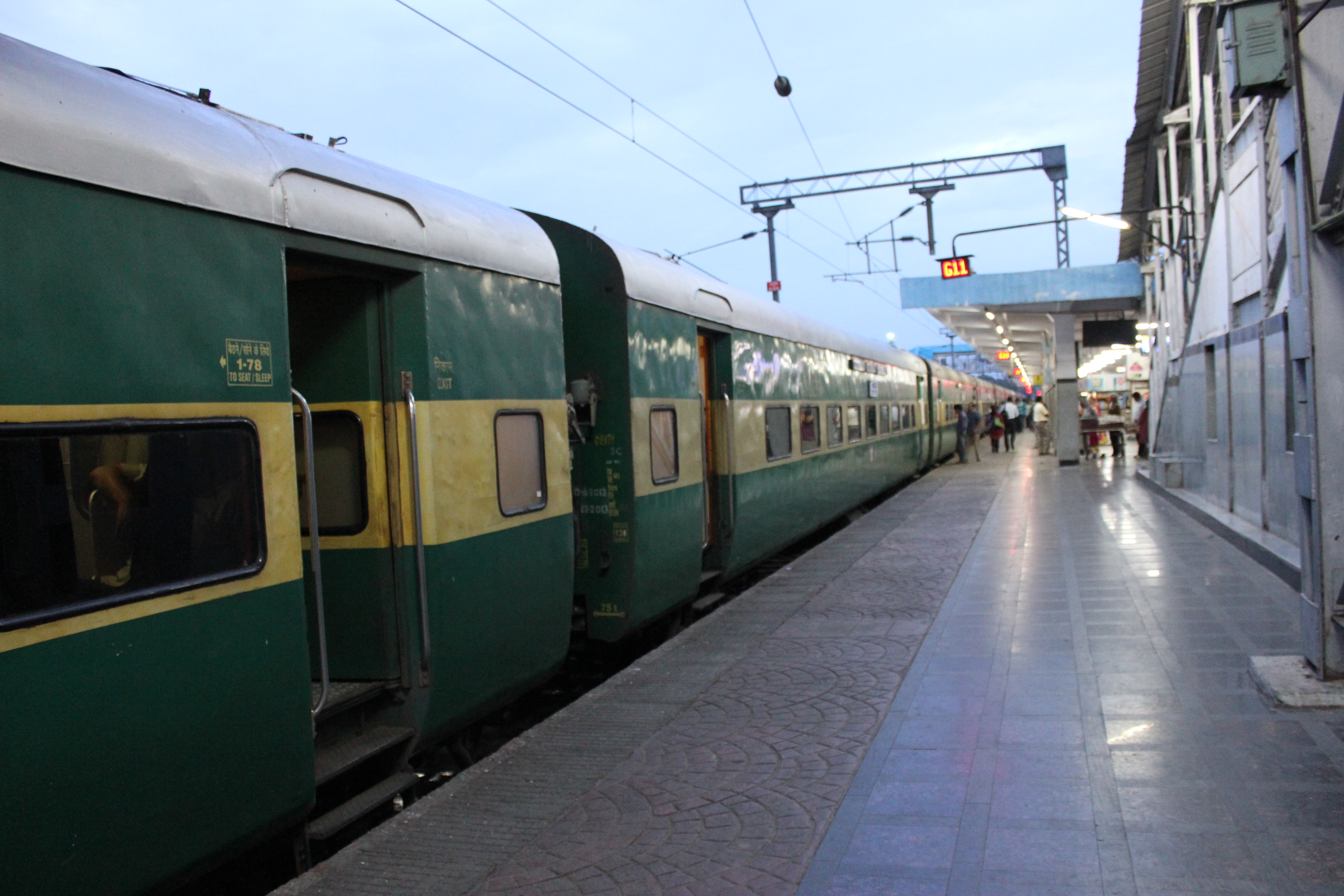
シカンダラーバード-イェシュヴァントプール・ガリブ・ラス急行（英語版） （2012年撮影）
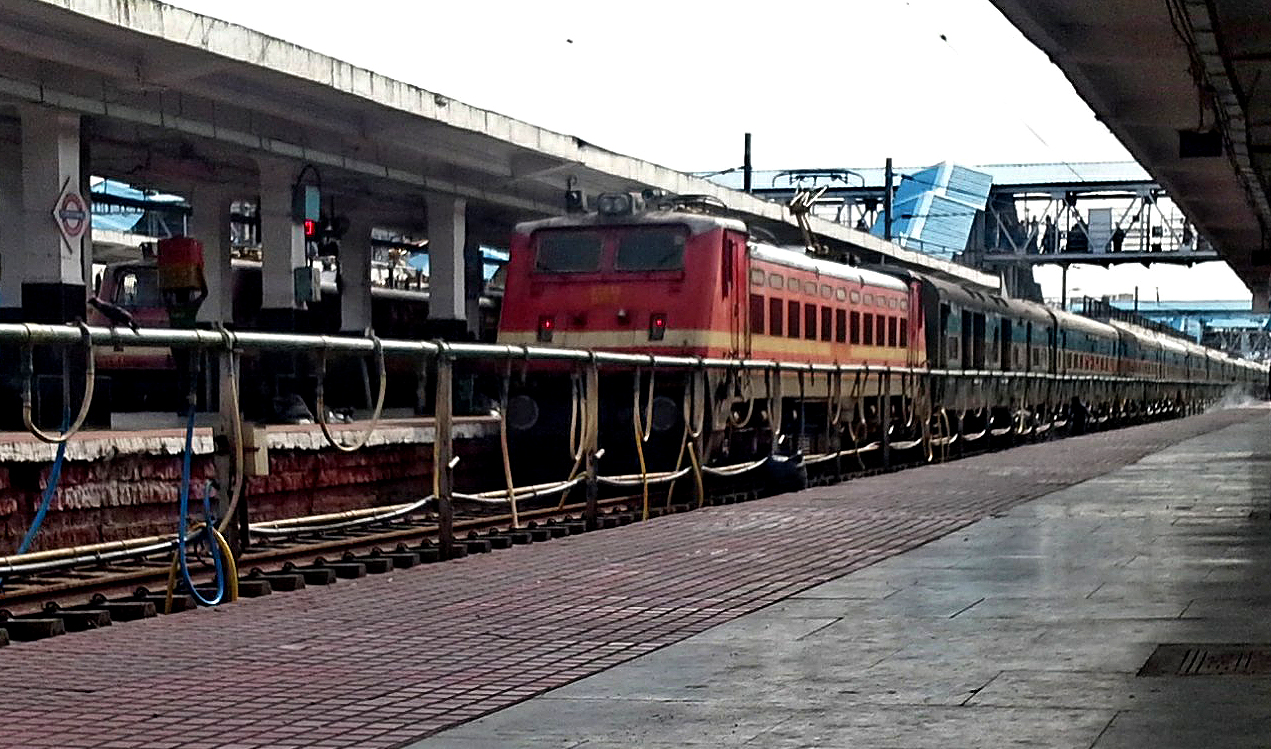
ヴィシャカパトナム-シカンダラーバード・ガリブ・ラス急行（英語版） （2016年撮影）
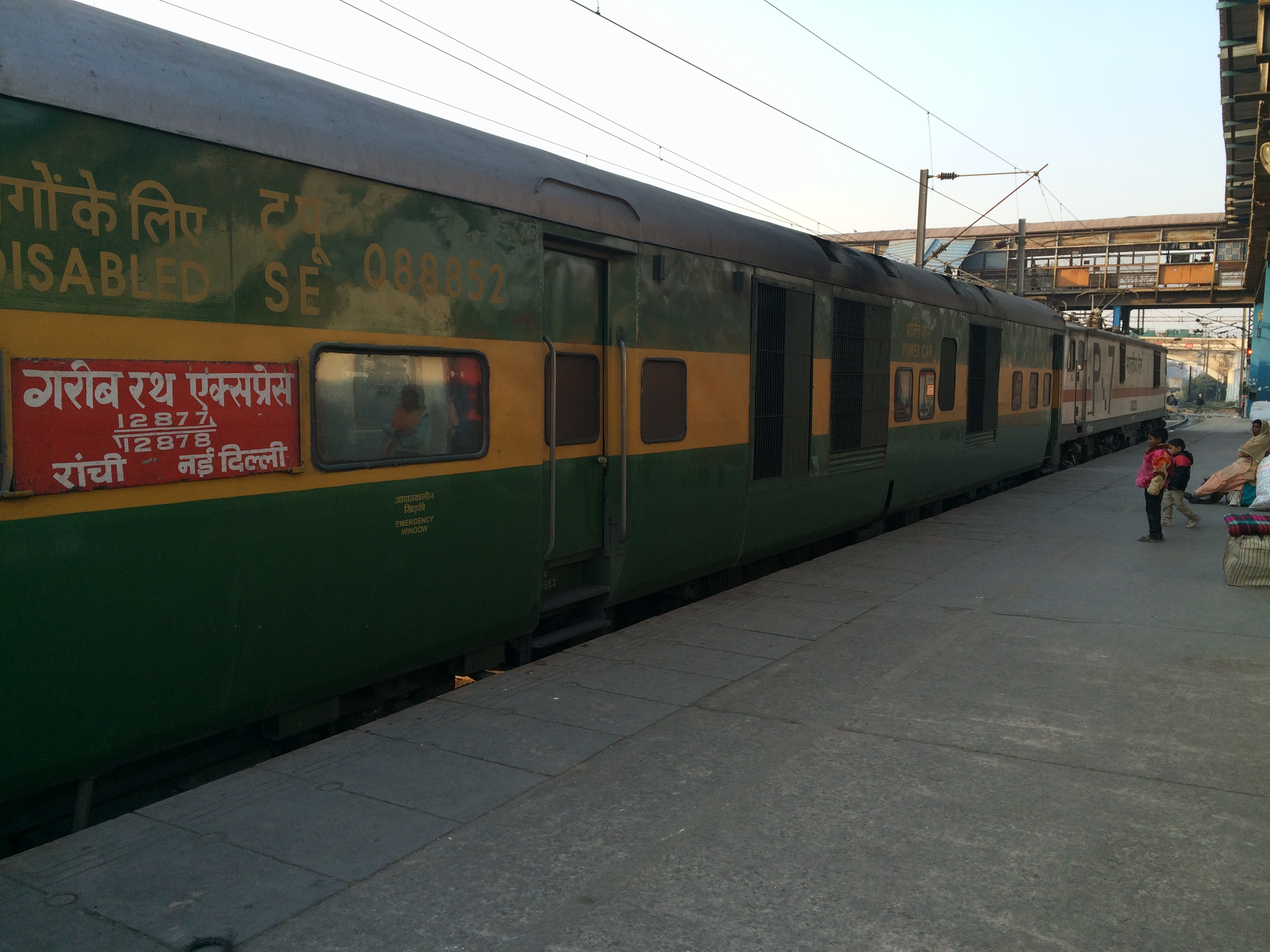
ランチ-ニューデリー・ガリブ・ラス急行（英語版） （2015年撮影）
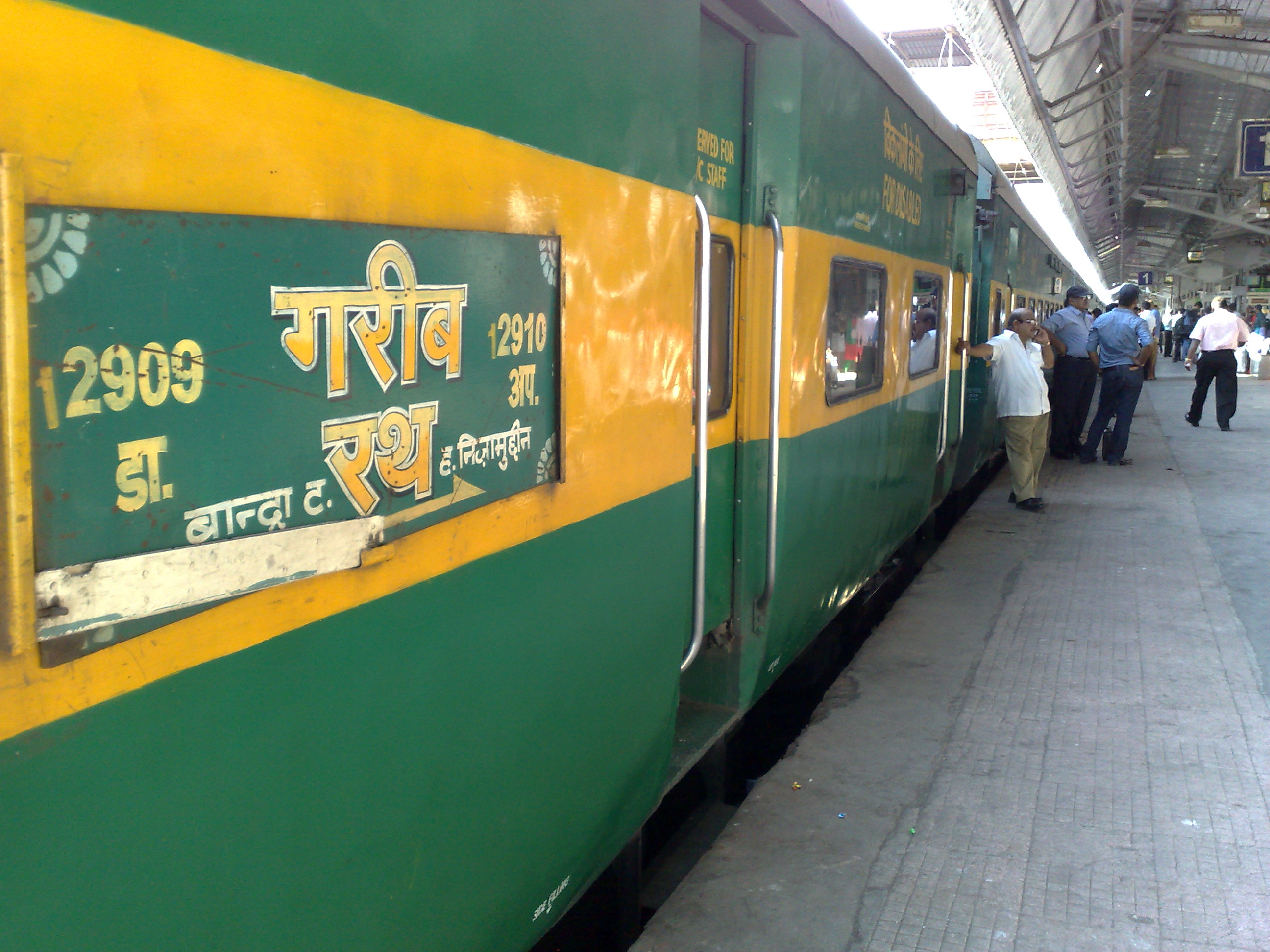
バンドラ・ターミナル-ハズラト・ニザームッディーン・ガリブ・ラス急行（英語版） （2014年撮影）
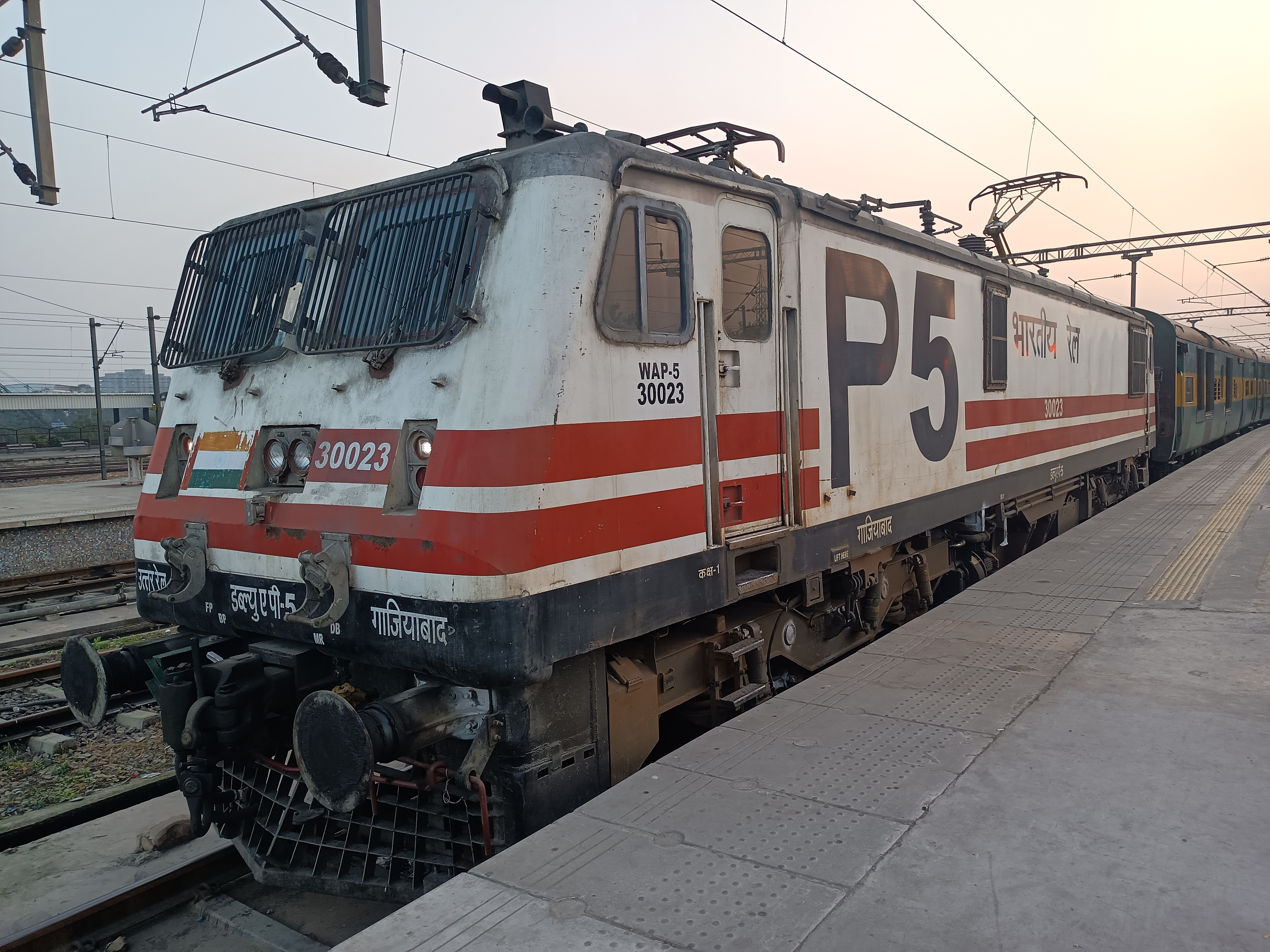
バーガルプール-アナンド・ビハール・ターミナル・ガリブ・ラス急行（英語版） （2021年撮影）
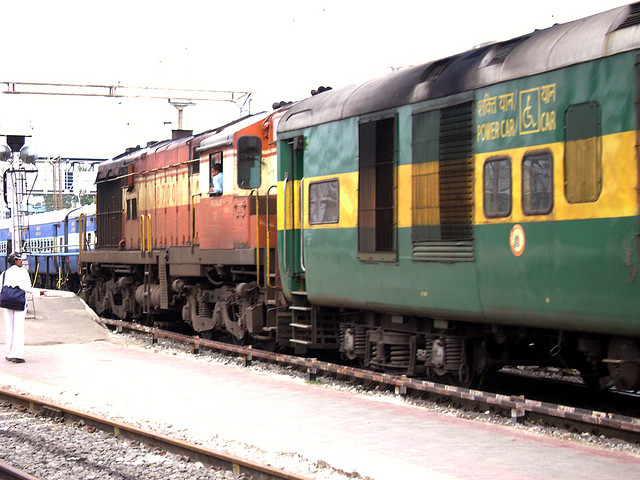
プリー-イェシュヴァントプール・ガリブ・ラス急行（英語版） （2013年撮影）